# Acacia unguicula
Acacia unguicula — вид квіткових рослин з родини бобових. Ареал: Австралія (Західна Австралія).

## Середовище
Вид росте на верхніх схилах і вершині гори Сінглтон серед відкритих чагарників, на кам'янистій глині або суглинку.

## Біоморфологічна характеристика
Це прямовисний, відкритий, багаторічний кущ заввишки до 2 м, а іноді й 3 м. Вид утворює жовті суцвіття з серпня по вересень.